# アール・ブラウダー
アール・ラッセル・ブラウダー（Earl Russell Browder、1891年5月20日 - 1973年6月27日）は、アメリカ合衆国の共産主義者、政治家。1930年代から1940年代前半までアメリカ共産党の書記長を務めた。

## 略歴
第一次世界大戦中にブラウダーは徴兵や戦争に対して良心的兵役拒否者として、連邦刑務所で服役していた。ブラウダーは釈放されるとすぐに共産主義インターナショナルにおいてアメリカの共産主義運動の活発なメンバーとなった。 
ブラウダーは第二次世界大戦中に米国とソ連の間の緊密な協力関係を観察し、戦後これらの2軍事大国間が継続的に共存していくと予見した。「資本主義と共産主義は共存できる」と主張し、1944年にアメリカ共産党を「共産主義政治協会」として政党からアメリカ合衆国内の政治組織に格下げした。しかし、フランクリン・ルーズベルト大統領の死去と冷戦の勃発によって国内では赤狩りが行われたことでブラウダーは共産主義政治協会から追放された。アメリカ共産党は1946年に復活した。
ブラウダーは多数の書籍やパンフレットの作成者としてアメリカ政府の政策や世論に影響を与えることに成功したが、人生の後半生はヨンカーズ、ニューヨークの自宅で静かに過ごした。